# جون آباد (مقاطعة فسا)
جون‌آباد (بالفارسية: جون‌آباد) هي قرية تقع في قسم صحرارود الريفي في إيران.